# Am blauesten aller Meere
Am blauesten aller Meere (Originaltitel: У самого синего моря, U samowo sinewo morja) ist ein sowjetischer Spielfilm, der in Aserbaidschan unter der Regie von Boris Barnet im Jahr 1936 fertiggestellt wurde.

## Handlung
Im Kaspischen Meer versinkt während eines starken Sturmes ein Schiff, von dem sich zwei Männer retten können. Zwei Tage treibt es sie, sich an ein Stück Holz klammernd und um ihr Leben kämpfend, in Richtung Süden, bis sie von vorbeifahrenden Fischern gerettet werden. Sie werden auf eine im Süden liegende Insel des sowjetischen Aserbaidschan gebracht.
An Land treffen Aljoscha und Jussuf auf die schöne Leiterin einer Frauenbrigade, welche die Netze der Fischereigenossenschaft reparieren, in die sich beide sofort verlieben. Etwas später treffen sie Mascha im Büro des Kolchos „Lichter des Kommunismus“ wieder und es stellt sich heraus, dass die beiden Freunde eine Delegierung zur Unterstützung der Fischer vorweisen können. Aljoscha soll für drei Monate als Maschinist eine Barkasse instand halten und Jussuf soll die Fischer unterstützen. Während einer Neckerei reißt Aljoscha die Halskette Maschas ab, deren einzelne Perlen ins Meer fallen. Jetzt verlangt sie von ihm, alle wieder einzusammeln, was natürlich nicht gelingt.
Eines Tages erscheint Aljoscha nicht zur Arbeit, sondern meldet sich krank. Statt mit der Motorbarkasse müssen die Fischer nun mit einem kleineren Boot zum Fang auf die See hinausfahren. Als alle weg sind, nimmt sich Aljoscha ein Boot, um in die Stadt auf dem Festland zu rudern. Hier kauft er für Mascha eine neue Kette und einen Blumenstrauß, um beides ihr noch am Abend zu geben. Von Krankheit ist plötzlich nichts mehr zu merken. Jussuf beobachtet ihn dabei und stellt ihn zur Rede, sogar vor einer Versammlung des Kolchos klagt er ihn an.
Während einer Fahrt zum Fischfang geben sich die beiden Freunde versöhnlich und jeder gönnt dem anderen Mascha als Freundin. Das geht aber nicht lange gut und sie werden zu Erzrivalen, denn jeder beansprucht Mascha für sich. Bei einem aufkommenden starken Sturm in der Nacht, wird Mascha von Bord gerissen und Aljoscha und Jussuf springen hinterher, um sie zu retten, was nicht gelingt, weshalb sie wieder auf das Schiff zurück müssen. Nach ihrer Rückkehr an Land wird eine Trauerfeier zu Ehren Maschas ausgerichtet, die plötzlich durch ihr Eintreten in den Saal unterbrochen wird. Entsetzt fragt sie, wer denn verstorben sei, bis man ihr sagt, dass die Trauer ihr gewidmet ist. Jedoch konnte sie mit Hilfe eines Rettungsrings überleben und es folgt nun ein großes Fest.
Mascha will Aljoscha, der ihr nach der Feier in ihr Haus gefolgt ist, erklären, dass sie jemand anderen liebt, jedoch hört der nicht zu. Er denkt, dass Jussuf der Glückliche ist und beschließt, die Insel zu verlassen. Auch Jussuf will sie das Gleiche erzählen, der hört aber zu und erfährt so, dass Mascha gebunden ist und ihr Verlobter seinen Dienst bei der Marine am Stillen Ozean leistet. Das ist auch ein Grund für Jussuf nicht länger zu bleiben und er erreicht gerade noch das Boot, um mit Aljoscha gemeinsam nach Hause fahren.

## Produktion
Der Schwarzweißfilm war der erste aserbaidschanische Tonfilm und hatte am 20. April 1936 unter dem Titel У самого синего моря in der Sowjetunion Premiere.
In der DDR wurde unter dem Titel Am ganz blauen Meer das erste Mal am 16. Juni 1972 zu Ehren des 70. Geburtstags Boris Barnets vom Staatlichen Filmarchiv der DDR im Berliner Kino Studio Camera in der Oranienburger Straße 54 aufgeführt. Im April 2018 wurde der Film im Berliner Kino Arsenal unter dem Titel Am blauen, blauen Meer in der Originalfassung mit deutschen Untertiteln gezeigt.